# Монопигадо
Монопигадо (грч. Μονοπήγαδο) је насељено место у општини Седес у периферији Средишња Македонија, Грчка. Према попису из 2021. године било је 180 становника.
Монопигадо је 1913. године имало 29 житеља Турака. Године 1924. турско становништво је принудно исељено у Турску а на њихово место је насељено 29 грчких избегличких породица из Турске, укупно 98 особа. На попису из 1928. године Монопигадо је имао 102 становника. Село се раније звало Чели.